# 比亞沃加德
比亞沃加德（波蘭語：Białogard）是波蘭的城鎮，位於該國西北部，距離首府什切青約150公里，由西波美拉尼亞省負責管轄，始建於8世紀，面積25.73平方公里，海拔高度31米，2006年人口24,339。

## 外部連結
- Municipal website （页面存档备份，存于）
- Białogard (Rural) Commune homepage （页面存档备份，存于） （波兰語）
- Białogard County homepage
- Jewish Community in Białogard （页面存档备份，存于） on Virtual Shtetl

54°00′N 15°59′E / 54.000°N 15.983°E